# Zwnisława
Zwnisława – staropolskie imię żeńskie, składające się z członów Zwni- (prasłow. *zvьněti „brzmieć, dźwięczeć”, por. stpol. zwonić, współcz. dzwonić „wydawać dźwięk”) oraz -sława (por. sława, sławić).
Osoby noszące imię Zwnisława (lub jego warianty): 
- Zwinisława z Sobiesławiców, księżniczka pomorska,
- Zwinisława Wsiewołodowna, księżniczka kijowska, żona księcia śląskiego Bolesława I Wysokiego.

Męski odpowiednik: Zwnisław.